# (4953) 1990 MU
(4953) 1990 MU — великий астероїд, що перетинає Землю, належить до групи навколоземних об'єктів Аполлона, які також перетинають орбіти Марса та Венери. Відкритий Робертом Макнотом 23 червня 1990 року. Астероїд приблизно 3 км у діаметрі. Йому присвоєно постійний номер від Центру малих планет (4953), що вказує на те, що його орбіта була дуже точно визначена. 45 років спостереження дали змогу вирахувати траєкторію астероїда та області його руху до 2186 року.

## Опис
1990 MU вперше спостерігали протягом трьох ночей у 1990 році. Само по собі цього було недостатньо, щоб астероїду було присвоєно постійний номер, оскільки орбіту не можна було обчислити досить точно. Однак об'єкт було попередньо зафіксовано англо-австралійським дослідженням навколоземних астероїдів на шести фотопластинках з британського телескопа Шмідта, датованого 1974 роком. Цей метод має більший успіх із групою астероїдів групи Амура, які не перетинають орбіту Землі і, отже, мають тривалі періоди, коли їх можна спостерігати. У цьому відношенні астероїд 1990 MU дещо незвичайний.

Анімація орбіти 1990 MU навколо Сонця

1990 MU має мінімальну відстань перетину земної орбіти — 0,0263 а. о. (3 930 000 км), що достатньо близько, щоб класифікувати його як потенційно небезпечний астероїд. Він наблизиться до Землі 6 червня 2027 року на 0,0308 а. о. (4 610 000 км) і ще ближче 5 червня 2058 року — на 0,0231 а. о. (3 460 000 км). Він також наблизився до Венери 5 жовтня 2012 року на 0,0567 а. о. (8 480 000 км) і знову наблизиться 3 вересня 2041 року на 0,0581 а. о. (8 690 000 км). 1990 MU зближувався із Землею і в минулому. У червні 1996 року він наблизився до 0,25 а. о., а в травні 1990 року наблизився до 0,1418 а. о.
Окрім початкового відкриття в Обсерваторії Сайдинг-Спрінг в Австралії, 1990 MU також досліджували за допомогою радара в Обсерваторії Голдстоун у Каліфорнії та обсерваторії Аресібо в Пуерто-Рико.
Альбедо 1990 MU було виміряно за допомогою проєкту ExploreNEO космічного телескопа Спітцер у серпні 2009 року. Отриманий результат склав 0,79 і став другим за величиною альбедо, виміряним проєктом. Однак представники ExploreNEO не вважає, що це правдоподібна цифра. Натомість вони стверджують, що альбедо навряд чи перевищує 0,5, а похибка їх вимірювань становить «приблизно 2 рази».
Місія Gaia Європейського космічного агентства, запущена в грудні 2013 року, мала завдання виміряти ефект Ярковського на навколоземних астероїдах. Ефект Ярковського — це невелика негравітаційна сила, яка діє на тіла, що обертаються, і може впливати на їхні траєкторії. Його вплив на малі тіла, такі як астероїди, може бути значним, і його потрібно враховувати при прогнозуванні положення астероїда. Gaia вибрала 1990 MU одним із найбільш перспективних навколоземних астероїдів для цього вимірювання.